# Maria Grazia Marchelli
Maria Grazia Marchelli (Genova, 1º giugno 1932 – Milano, 26 giugno 2006) è stata una sciatrice alpina e giornalista italiana.
Era sorella di Carla, a sua volta sciatrice alpina di alto livello.

## Biografia
Nata a Genova, crebbe a Cortina d'Ampezzo dove la sua famiglia si era rifugiata durante la Seconda guerra mondiale dopo il primo bombardamento sulla città.

### Carriera sciistica
Talento precoce, si mise in luce appena sedicenne nella Direttissima della Marmolada del 1948; due anni dopo, nel 1950, vinse la discesa libera di Grindelwald e il suo primo titolo nazionale, sempre nella discesa libera (successo bissato l'anno dopo). Debuttò ai Giochi olimpici invernali a Oslo 1952, ma non concluse né la discesa libera né lo slalom gigante.
Nel 1953 s'impose nuovamente nella classica di Grindelwald. Nelle stagioni successive non riuscì più a cogliere risultati di rilievo in campo internazionale, anche se vinse ancora alcune medaglie ai Campionati italiani; ai VII Giochi olimpici invernali di Cortina d'Ampezzo 1956 si classificò 28ª nello slalom gigante. Chiuse la carriera ancora sulla Marmolada, con il secondo posto conquistato nello slalom gigante del 1960.

### Carriera giornalistica
Dopo il ritiro divenne giornalista, prima collaborando con alcuni quotidiani, poi fondando e dirigendo le riviste Sci, Sci fondo e Jogging.

### Altre attività
Lasciato il giornalismo lavorò come organizzatrice di viaggi in Nordafrica (Libia, Egitto); morì nel 2006.

## Palmarès

### Campionati italiani
- 11 medaglie[4]:
  - 2 ori (discesa libera nel 1950; discesa libera nel 1951)
  - 3 argenti (discesa libera nel 1949; slalom gigante nel 1950; slalom gigante nel 1954)
  - 6 bronzi (slalom speciale nel 1950; slalom gigante, slalom speciale nel 1951; slalom gigante nel 1952; slalom speciale nel 1954; slalom gigante nel 1955)